# Fredede fortidsminder i Horsens Kommune
Denne liste over fredede fortidsminder i Horsens Kommune viser alle fredede fortidsminder i Horsens Kommune. Listen bygger på data fra Kulturarvsstyrelsen.